# Herramélluri
Herramélluri is een gemeente in de Spaanse provincie en regio La Rioja met een oppervlakte van 10,88 km². Herramélluri telt 110 inwoners (1 januari 2016).

## Demografische ontwikkeling
Bron: INE, 1857-2011: volkstellingen